# Eunicella papillosa
Eunicella papillosa is een zachte koraalsoort uit de familie Gorgoniidae. De koraalsoort komt uit het geslacht Eunicella. Eunicella papillosa werd in 1797 voor het eerst wetenschappelijk beschreven door Esper. 